# Fanclub
Fanclub (ファンクラブ) je treći studijski album japanskog rock sastava Asian Kung-Fu Generation, objavljen 15. ožujka 2006. Album se s prodanih više od 250,000 primjeraka nalazio na trećem mjestu Oriconove ljestvice. Na albumu su se našla dva singla Blue Train i World Apart, koji je postao prvi singl AKFG-a koji se našao na vrhu ljestvice. 

## Popis pjesama
Sve pjesme s albuma je napisao Masafumi Goto.
1. Waltz in Code (暗号のワルツ" (Angou no Warutsu) - 4:25
2. World Apart (ワールドアパート" (Waarudo Apaato) - 4:29
3. Blackout (ブラックアウト" (Burakkuauto) - 5:19
4. Primrose (桜草" (Sakurasou) - 3:53
5. A Back Alley Rabbit (路地裏のうさぎ" (Rojiura no Usagi)- 2:47
6. Blue Train (ブルートレイン" (Buruu Torein) - 4:19
7. Midwinter Dance (真冬のダンス" (Mafuyu no Dansu) - 3:25
8. Butterfly (バタフライ" (Batafurai) - 4:44
9. Senseless (センスレス" (Sensuresu) - 5:36
10. Moonlight (月光" (Gekkou) - 6:22
11. Tightrope (タイトロープ" (Taito Roopu) - 5:28

## Produkcija
- Masafumi Gotō - vokal, gitara, tekst
- Takahiro Yamada - bas, prateći vokali
- Kensuke Kita - gitara, prateći vokali
- Kiyoshi Ijichi - bubnjevi
- Asian Kung-Fu Generation - producent

## Pozicije na ljestvicama

### Album
| Godina | Ljestvica          | Najviša pozicija |
| ------ | ------------------ | ---------------- |
| 2006.  | Oricon             | 3                |
| 2006.  | Svjetska ljestvica | 7                |

### Singlovi
| Godina | Singl         | Najviša pozicija |
| Godina | Singl         | Oricon           |
| ------ | ------------- | ---------------- |
| 2004.  | "Blue Train"  | 5                |
| 2004.  | "World Apart" | 1                |

## Vanjske poveznice
- Fanclub na MusicBrainz
- Fanclub na Last.fm